# デイラ
デイラ ([ˈdaɪrə, ˈdɛərə] DY-rə, DAIR-ə; 古ウェールズ語/カンブリア語: Deywr / Deifr; 古英語: Derenrice / Dere) は、ローマ時代以降のブリテンにおける歴史的地域。のちにアングル人のデイラ王国が成立した。

## 地域・国名
デイラという王国名はブリソン語由来で、さらにケルト祖語の*daruに起源をもつ。この言葉は元はオークの木を意味し、現代ウェールズ語におけるderwの語源でもある。そこから派生して、デイラは「ダーウェント川の人々」を意味したと考えられている。マルトンのラテン語名デルウェンティオ (ラテン語: Derventio)や、ロンドンデリー県・都市ロンドンデリーの現代アイルランド語名のデラ (アイルランド語: doire 発音 [ˈd̪ˠɛɾʲə])も同根である。

## 歴史

### ブリトン人時代
ローマ帝国のブリタンニア支配終焉後、イングランド北部にはローマ支配期以前の部族勢力圏に似たような諸王国がいくつか出現した。ハンバー川とティーズ川に挟まれたDeywrあるいはDeifrと呼ばれた地域はかつてのパリシ族の領域に相当し、この時代には西にエルメト、北にバーシニアといったブリテン人王国が存在し、東側は北海に面していた。
初期のデイラの中心地はかつてのローマの要塞から発展した町ペトゥアリア（現ブラフ）で、考古学調査からこの時期にペトゥアリアが再び要塞化されていたことが分かっている。ペトゥアリアはパリシ族の中心地として繁栄していたが、4世紀半ばから、おそらく港が砂で埋まってしまったために、重要性を失っていた。それ以降は、デルウェンティオ（現マルトン）がこの地域の中心として機能していた可能性がある。
デイラにブリトン人の独立王国が存在していたかどうかは定かでなく、デイラ付近を治めていたブリトン人の王の名を伝えるような系譜、詩、年代記などは現存していない。ただローマ撤退後の5世紀前半にエルメトやバーシニアが独立王国となった背景には、権力継承や交代をめぐって激しい争いが繰り広げる文化が存在していたということがあり、デイラ地域もそうした文化のもとにあった。ウェールズ文学では、デイラはコオル老王の死後に数々の諸王国に分裂したヘーン・オグレッズ（古き北部）の一部であったとされている。

### アングル人時代
ブリトン人の勢力下にあったデイラであったが、5世紀の第3四半期にアングル人がダーウェント峡谷に侵入し、王国を建設した。アングル人のデイラ王国もハンバー川からティーズ川まで、東は北海から西はヨーク河谷西端まで広がっていた。のちにデイラ王国は北のバーニシア王国と統合し、ノーサンブリア王国を形成した。
12世紀前半のダラムのシメオンによれば、デイラ王国はハンバー川からタイン川にまで広がっていたが、ティーズ川以北は荒地であったという。エボラクム（実際はエブラウク、すなわち現在のヨークの旧称で呼ばれていた可能性がある）のブリトン人王国はデイラ王エドウィンに征服され、エボラクムは王国の首都となり、エオフォルヴィク(Eoforwic、「猪の地」の意)はアングル人のものとなった。
考古学研究によると、この地には5世紀半ばにはアングル人王国の王宮が置かれていた可能性がある。ただ、歴史上はっきりと存在が記録されているのは、6世紀後半のエラが最初である。エラの死後、デイラ王国はバーニシア王エゼルフリスに征服され、彼の下で以後ノーサンブリア王国となる領域が統一された。616/617年にエゼルフリスがアイドル川の戦いで戦死すると、エラの子エドウィンがデイラ・バーニシア両王国を633年まで統治した。
エドウィンの後、甥のオズリックがデイラを支配した。しかしその後を継いだ子のオズウィンは、651年にエゼルフリスの子オズウィに殺害された。その後数年間は、デイラはバーニシア王オズワルドの子エゼルワルドが統治した。
ベーダ・ヴェネラビリスは『イングランド教会史』（731年完成）でデイラに言及している。

### アングル人のデイラ王一覧
| 在位                    | 名前・英語名                     | 原典表記                                                                | 備考                                                                                                |
| ----------------------- | -------------------------------- | ----------------------------------------------------------------------- | --------------------------------------------------------------------------------------------------- |
| 559/560年-589年         | エラ Ælla (Aelli)                | ÆLLA YFFING DEIRA CYNING（デイラ王） ÆLLA REX DEIRA                     | |
| 589/599年-604年         | エゼルリック Æthelric (Aedilric) | ÆÞELRIC IDING BERNICIA 7 DEIRA CYNING ÆÞELRIC REX BERNICIA ET DEIRA     | |
| バーニシア朝            |                                  |                                                                         | |
| 593/604年?-616年        | エゼルフリス Æthelfrith          | ÆÞELFERÞ ÆÞELRICING DEIRA CYNING ÆÞELFERÞ REX DEIRA                     | アイドル川の戦いでイースト・アングリア王レドヴァルドとエドウィンに敗れ戦死                          |
| デイラ朝                |                                  |                                                                         | |
| 616年-632年10月12/14日  | エドウィン Edwin                 | EDVVIN ÆLLING BERNICIA 7 DEIRA CYNING EDVVIN REX BERNICIA ET DEIRA      | ハットフィールド・チェイスの戦いでグヴィネズ王Cadwallon ap Cadfanとマーシア王ペンダに敗れ戦死。聖人 |
| 633年後半-634年夏       | オズリック Osric                 | OSRIC ÆLFRICING DEIRA CYNING OSRIC REX DEIRA                            | |
| バーニシア朝            |                                  |                                                                         | |
| 633年-642年8月5日       | オズワルド Oswald                | OSVVALD BERNICIA 7 DEIRA CYNING OSVVALD REX BERNICIA ET DEIRA           | マーシア王ペンダにより殺害。聖人                                                                    |
| 642年-644年             | オズウィ Oswiu                   | OSVVIO ÆÞELFRIÞING BERNICIA 7 DEIRA CYNING OSVVIO REX BERNICIA ET DEIRA | |
| デイラ朝                |                                  |                                                                         | |
| 644年-651年             | オズウィン Oswine                | OSVVINE OSRICING DEIRA CYNING OSVVINE REX DEIRA                         | 殺害                                                                                                |
| バーニシア朝            |                                  |                                                                         | |
| 651年夏-654年後半/655年 | エゼルワルドÆthelwold            | ÆÞELVVALD OSVVALDING DEIRA CYNING ÆÞELVVALD REX DEIRA                   | |
| 654年-670年8月15日      | オズウィOswiu                    | OSVVIO ÆÞELFERÞING NORÞANHYMBRA CYNING OSVVIO REX NORÞANHYMBRA          | 復位                                                                                                |
| 656年-664年             | アルフフリスAlchfrith            | ALCHFRIÞ DEIRA CYNING ALCHFRIÞ REX DEIRA                                | |
| 664年-670年             | エグフリスEcgfrith               | ECGFRIÞ DEIRA CYNING ECGFRIÞ REX DEIRA                                  | |
| 670年-679年             | エルフウィンÆlfwine              | ÆLFVVINE DEIRA CYNING ÆLFVVINE REX DEIRA                                | |

## 関連文献
- Geake, Helen & Kenny, Jonathan (eds.) (2000). Early Deira: Archaeological studies of the East Riding in the fourth to ninth centuries AD. Oxford: Oxbow. ISBN 1-900188-90-2ISBN 1-900188-90-2